# Liam Smith
Liam Smith (født 27. juli 1988 i Liverpool, Merseyside i England) er en britisk professionel bokser. Han var indehaver WBO letmellemvægtstitlen fra 2015 til 2016 og har tidligere været Commonwealth-letmellemvægts-mester fra 2012 til 2013 og britisk letmellemvægtsmester fra 2013 til 2015. Liam er lillebror til Paul Smith og Stephen Smith og den storebror til Callum Smith; som alle også er professionelle boksere.
Han har bemærkelsesværdige sejre over Robert Talarek, John Thompson og Liam Williams (2 gange) og har kun tabt til mexicanske Canelo Álvarez som han boksede mod den 17. september 2016 i Texas.